# Commewijne (district)
Commewijne is een district van Suriname. Het district is gelegen op de rechteroever van de Surinamerivier, direct ten oosten van Paramaribo. Commewijne wordt in het noorden begrensd door de Atlantische Oceaan, in het westen door de districten Paramaribo en Wanica, in het zuiden door het district Para en in het oosten door het district Marowijne. De hoofdplaats is Nieuw-Amsterdam. Het district heeft een landoppervlakte van 2353 km² en had in 2012, bij de laatste volkstelling, 31.420 inwoners.

## Economie

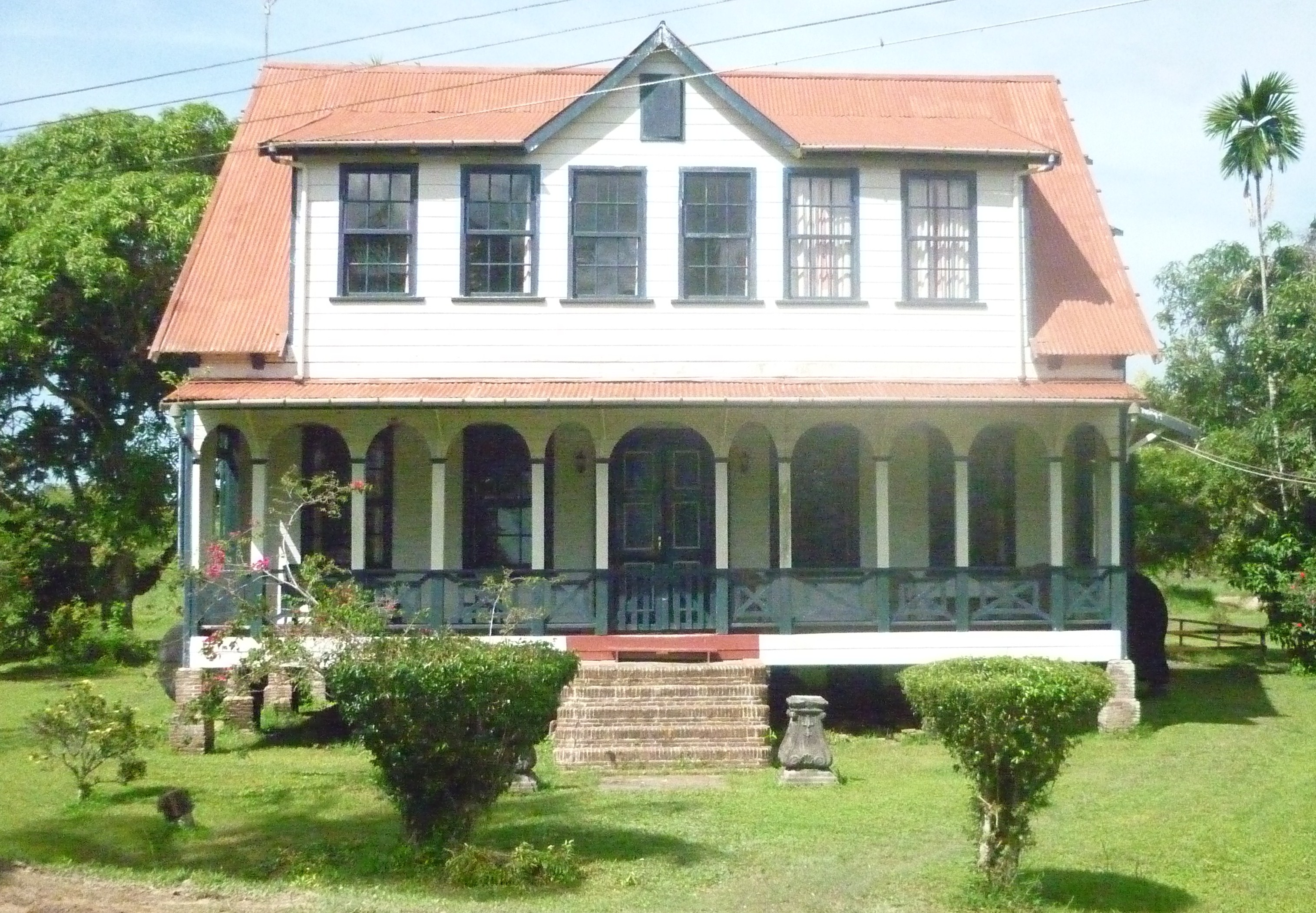
Het gerestaureerde Plantagehuis op Frederiksdorp.

Commewijnes economie is hoofdzakelijk gebaseerd op landbouw, met plantages die hun oorsprong hebben in de eerste jaren van de Nederlandse kolonisatie in de zeventiende eeuw. Plantage Mariënburg is sterk vervallen, maar de fabriek wordt nog steeds bezocht door toeristen. Net als de andere plantages in het district zijn deze door de nabijheid van Paramaribo gemakkelijk als dagexcursie te bezoeken. Suikerriet is nog steeds overal te vinden, net als citrusaanplanten en cacao. Hiernaast is visserij ook van groot belang. Visvangst vindt voornamelijk plaats voor de kust, op de Suriname en de Commewijne.

## Bezienswaardigheden en geschiedenis

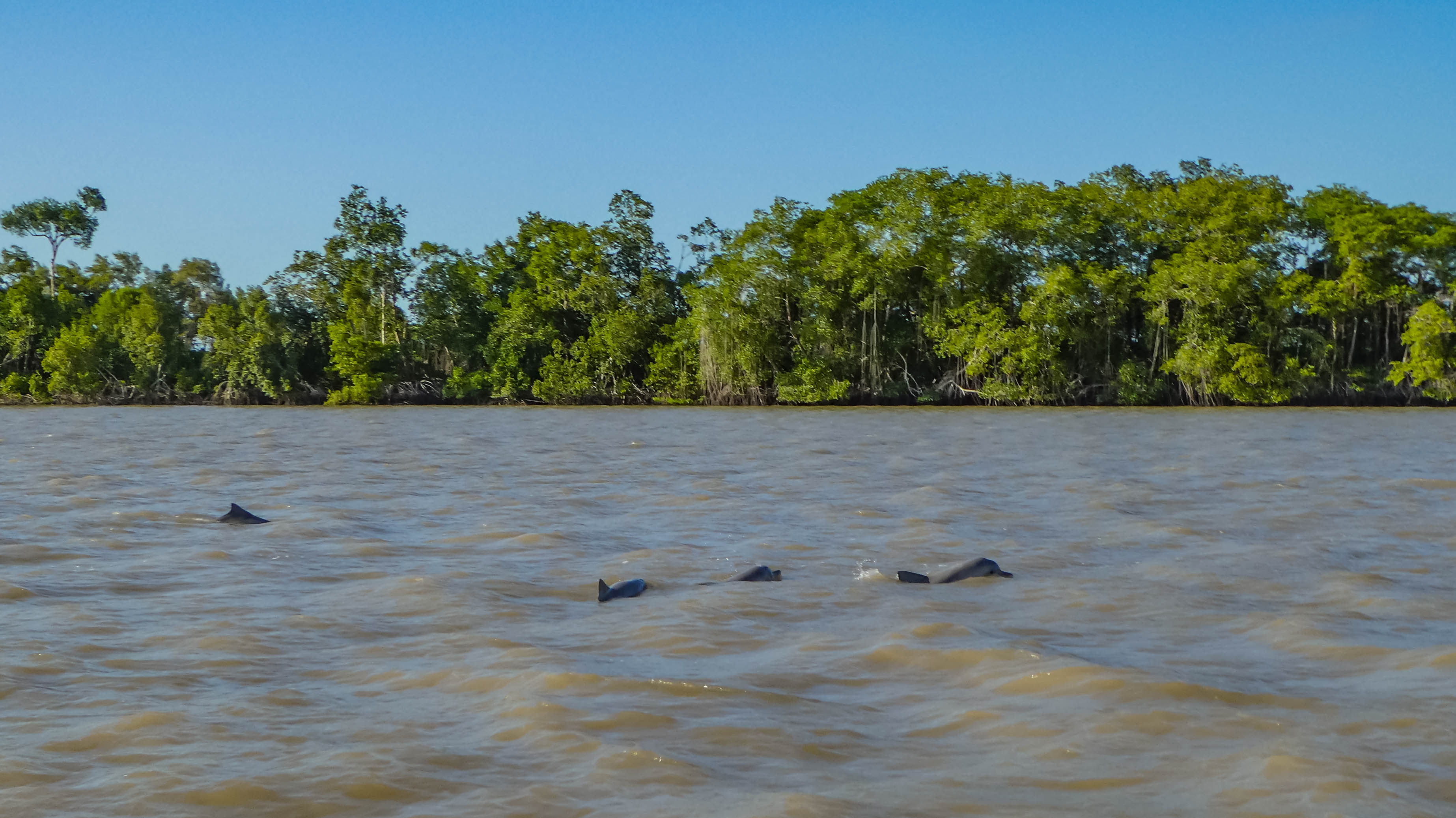
Dolfijnen in de Commewijnerivier.

Samen met meerdere kleine koloniale forten herbergt Nieuw-Amsterdam een groot fort, genaamd Fort Nieuw-Amsterdam. Het fort werd gebouwd om Commewijne te beschermen tijdens de Tweede Engels-Nederlandse Oorlog (1665-1667) en ligt bij de samenvloeiing van de Suriname en de Commewijne, vlak bij de kust.  Op plantage Bakkie (Reynsdorp) is een museum. Vanuit Bakkie begint de opnieuw gegraven Warappakreek, waar men door mangrovetunnels tot aan de oceaan kan komen.

## Geografie
Het district is het op twee na dichtstbevolkte district van Suriname. Naast de rivier de Suriname wordt Commewijne vooral gekenmerkt door de rivier de Commewijne. Iets ten oosten van Alliance mondt de rivier de Cottica in de Commewijne uit. Op dit punt bevond zich Fort Sommelsdijk, gebouwd in 1685 en verlaten rond 1870.
Een groot deel van de kuststrook is vrij gecultiveerd, hoewel er langs de kusten uitgebreide natuurgebieden bestaan. Belangrijke natuurgebieden langs de kust zijn Matapica en Braamspunt, waar onder andere schildpadden hun broedgebied hebben.

## Bevolking
Bij de laatste Surinaamse volkstelling in 2012 telde Commewijne 31.420 inwoners. Het is het enige district waar Javanen de meerderheid vormen. Zij zijn met 14.829, ofwel 47% van de totale bevolking. De op één na grootste groep zijn de Hindoestanen met 9.368 leden, ofwel 30% van het totaal. Daarnaast wonen er ook nog creolen (1.711), marrons (978), inheemsen (423), Chinezen (257) en blanken (45). Er wonen ook 3.537 mensen van gemengde afkomst.
| Census 2012     | Aantal | %      |
| --------------- | ------ | ------ |
| Javanen         | 14.829 | 47,20% |
| Hindoestanen    | 9.368  | 29,82% |
| gemengd         | 3.537  | 11,26% |
| Creolen         | 1.711  | 5,45%  |
| Marrons         | 978    | 3,11%  |
| Inheemsen       | 423    | 1,35%  |
| Chinezen        | 257    | 0,82%  |
| overige         | 164    | 0,52%  |
| onbekend        | 58     | 0,18%  |
| Afro-Surinamers | 50     | 0,16%  |
| Europees/blank  | 45     | 0,14%  |
| Totaal          | 31.420 | 100%   |

## Politiek
Het district Commewijne wordt in De Nationale Assemblée vertegenwoordigd door 4 leden.

### Districtscommissarissen
Hieronder volgt een incomplete lijst van districtscommissarissen die het district hebben bestuurd:
| Districtscommissaris | van  | tot   | opmerking |
| -------------------- | ---- | ----- | --------- |
| Jim Douglas          | 1959 | 1971  |           |
| Jules Ajodhia        | 1973 | 1975  |           |
| Kadi Kartokromo      | 1975 | 1979  |           |
| John de la Fuente    | 1997 | 2000  |           |
| Humphrey Soekimo     | 2001 | 2011  |           |
| Ingrid Karta-Bink    | 2011 | 2014  |           |
| Remi Pollack         | 2014 | 2017  |           |
| Ajaikoemar Kali      | 2017 | 2020  |           |
| Mohamedsafiek Radjab | 2020 | heden |           |

### Ressorten

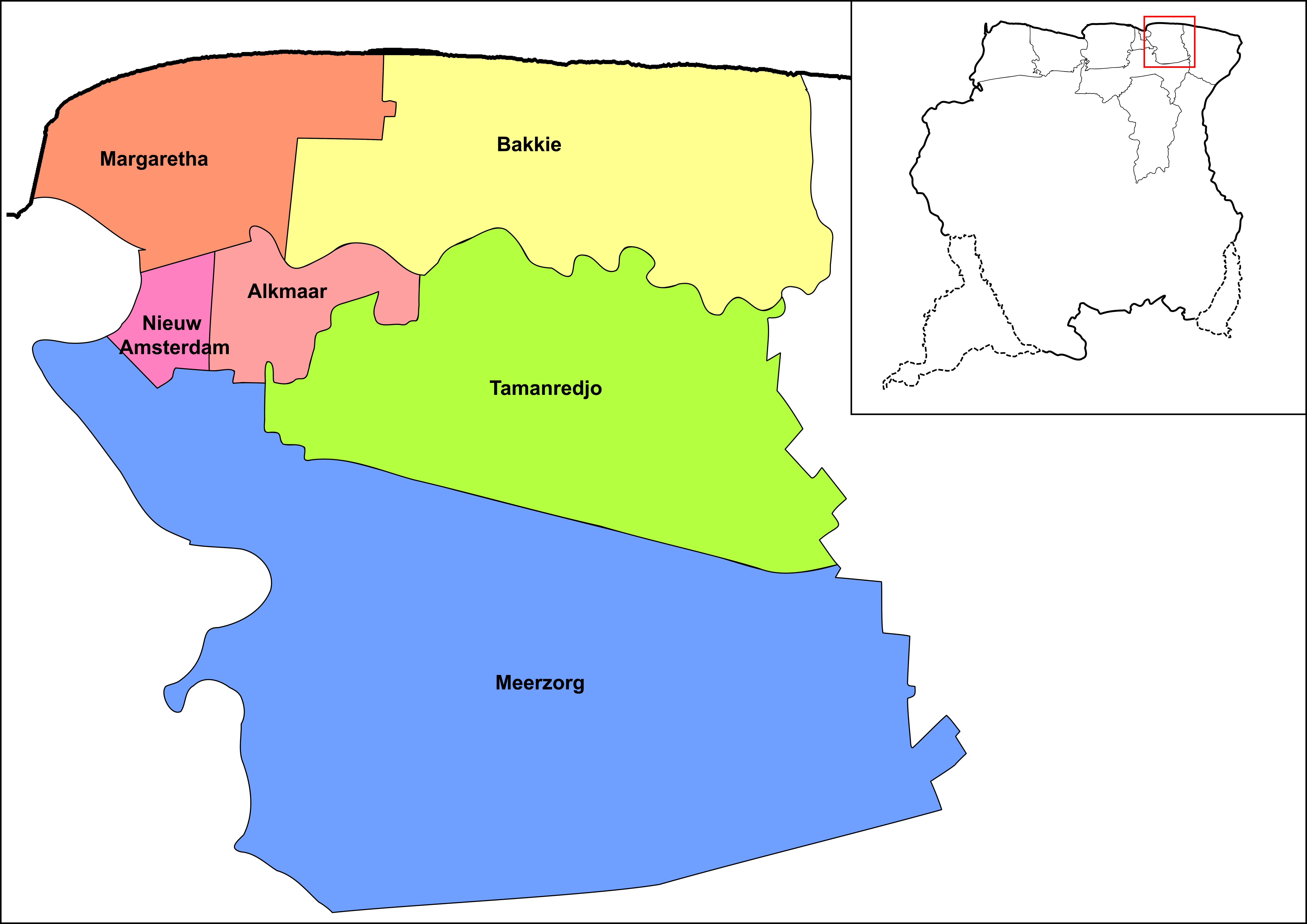
Ressorten van Commewijne
Alkmaar (zalmroze)
Bakkie (geel)
Margaretha (oranje)
Meerzorg (blauw)
Nieuw-Amsterdam (magenta)
Tamanredjo (groen)

Het district is onderverdeeld in zes ressorten:
- Alkmaar, 5.561 inwoners[1]
- Bakkie, 447 inwoners[1]
- Margaretha, 756 inwoners[1]
- Meerzorg, 12.405 inwoners[1]
- Nieuw-Amsterdam, 5.650 inwoners[1]
- Tamanredjo, 6.601 inwoners[1]

## Plantages
Van oudsher is Commewijne een plantage-gebied. Vele zijn in de loop der tijd verlaten of samengevoegd. Enkele zijn nog als plantage te herkennen en te bezoeken zoals: Clevia, Sorgvliet, Voorburg, Potribo, Johan Margaretha, Katwijk, Dordrecht, Frederiksdorp, Rust en Werk, Meerzorg, Peperpot, Laarwijk en Reynsdorp - een voormalige koffieplantage.

## Geboren
- Willy Soemita (1936-2022), politicus (KTPI)
- Dilip Sardjoe (1949-2023), grootondernemer en politicus

## Galerij

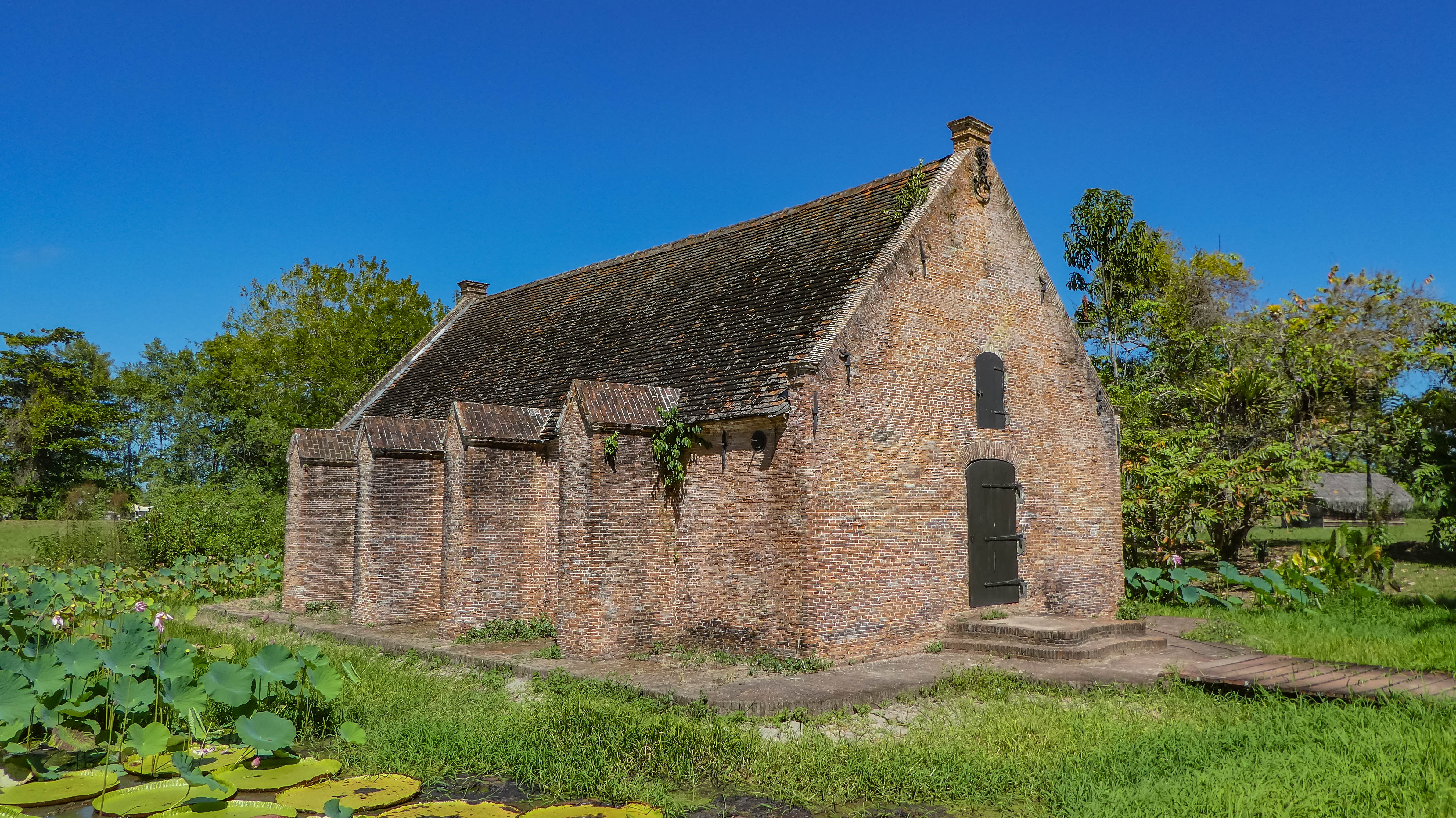
Het als kerk vormgegeven kruithuis van Fort Nieuw-Amsterdam
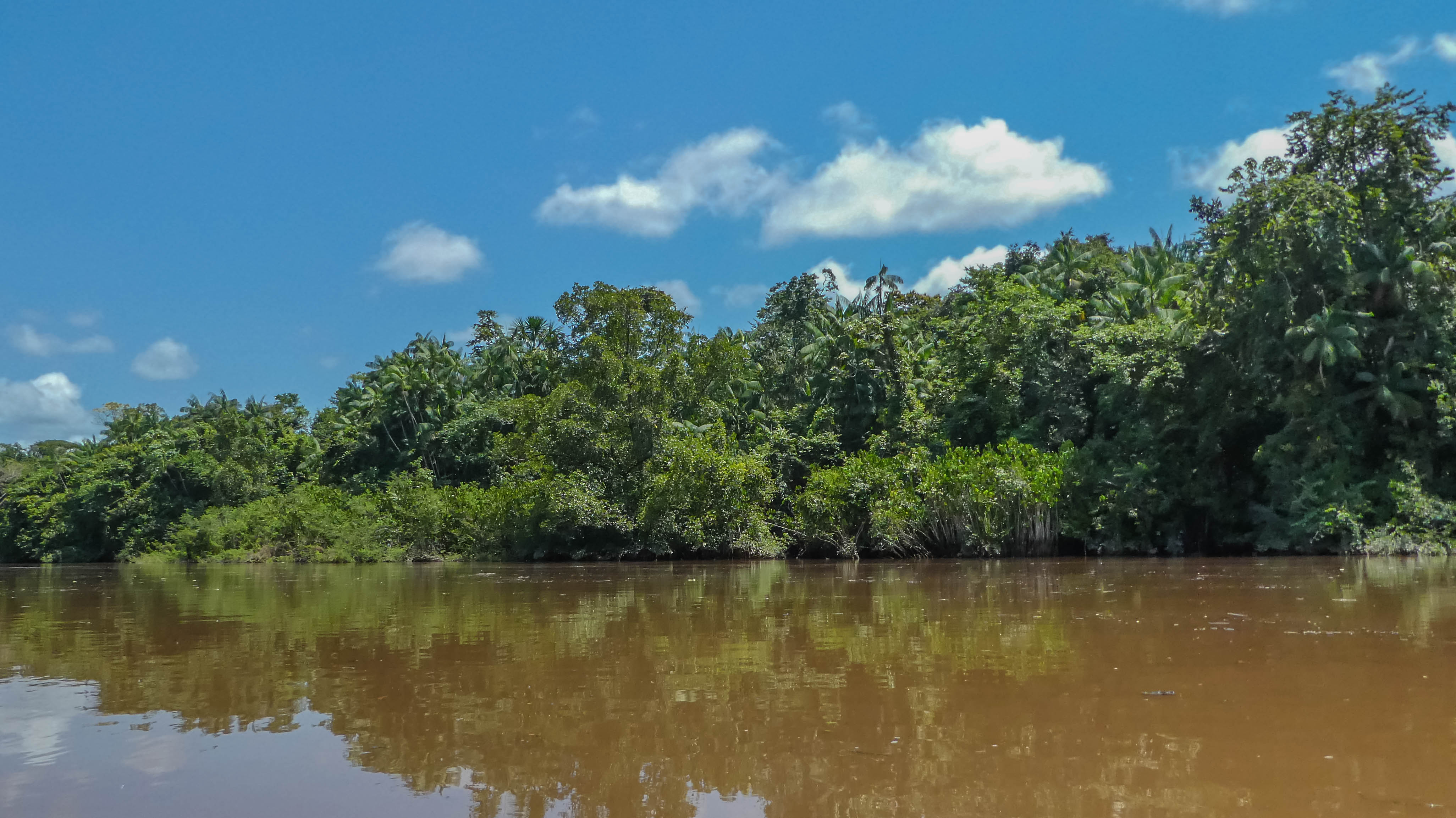
De Commewijne rivier bij Stolkertsijver
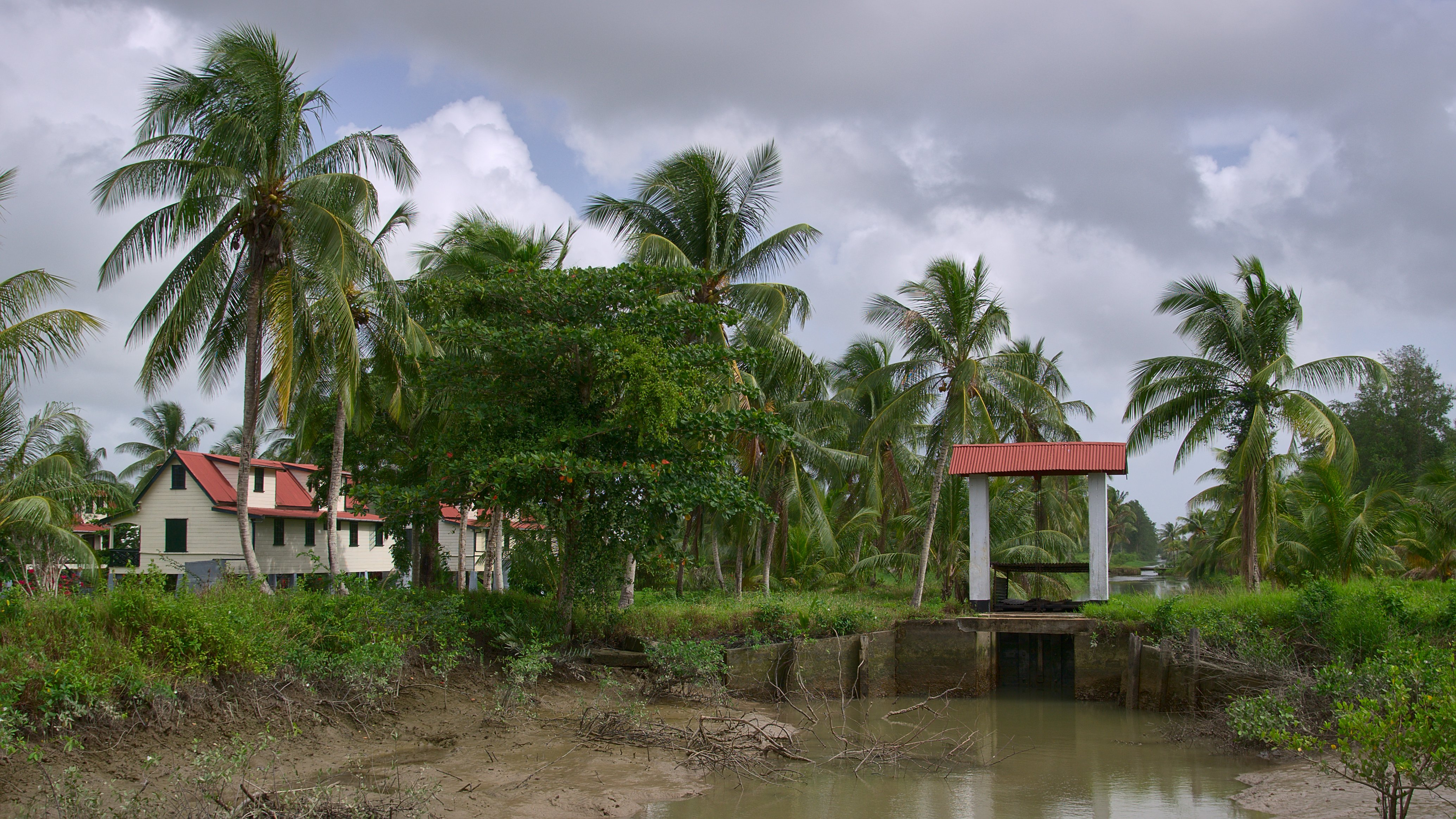
Sluis bij in cultuur gebracht land
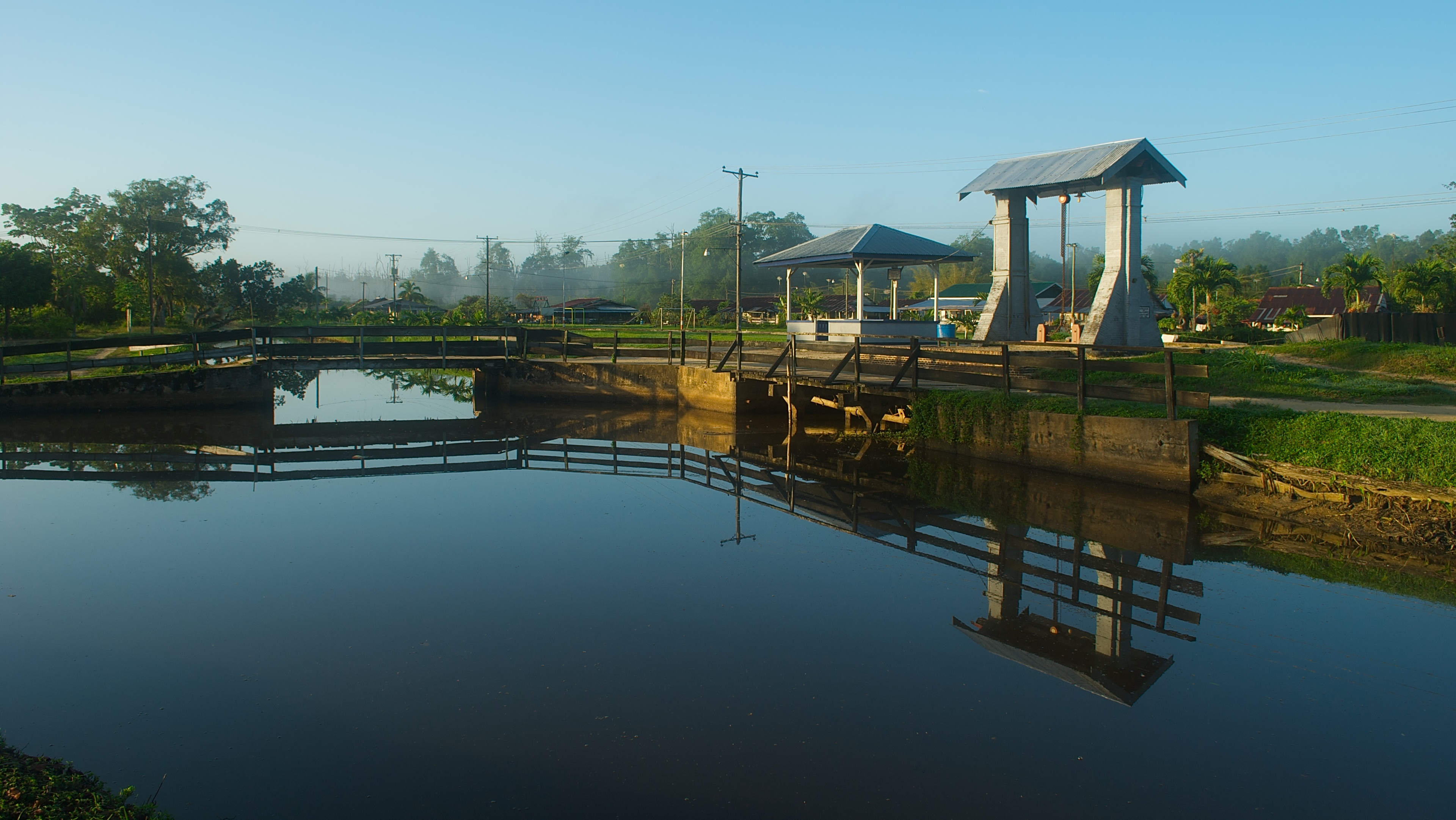
Plantage Alliance
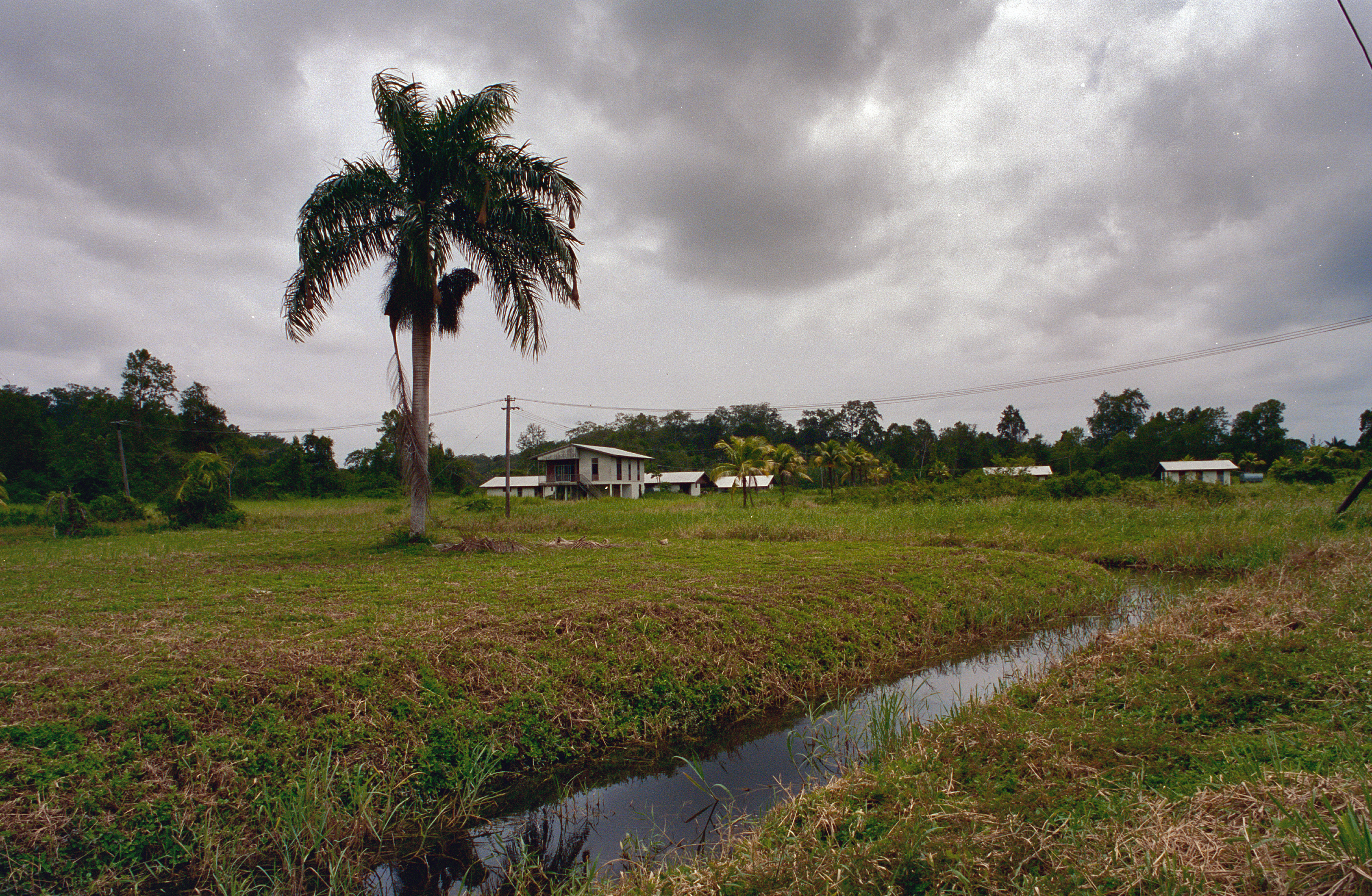
Voormalige plantage
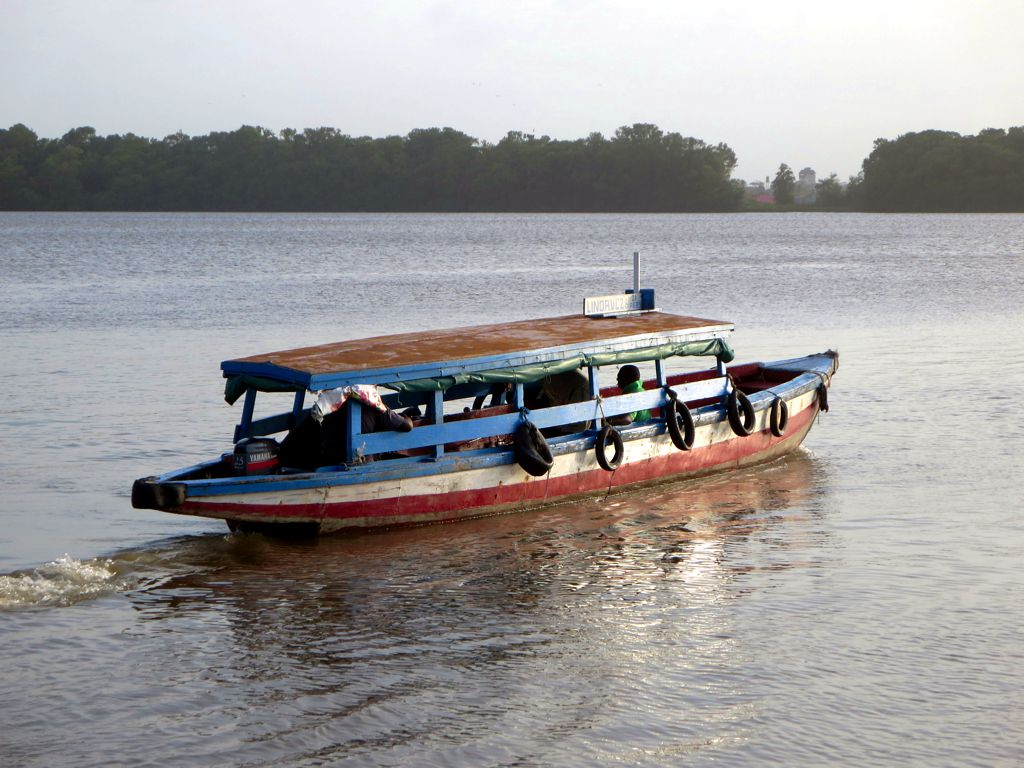
Lokale boot op de Commewijnerivier
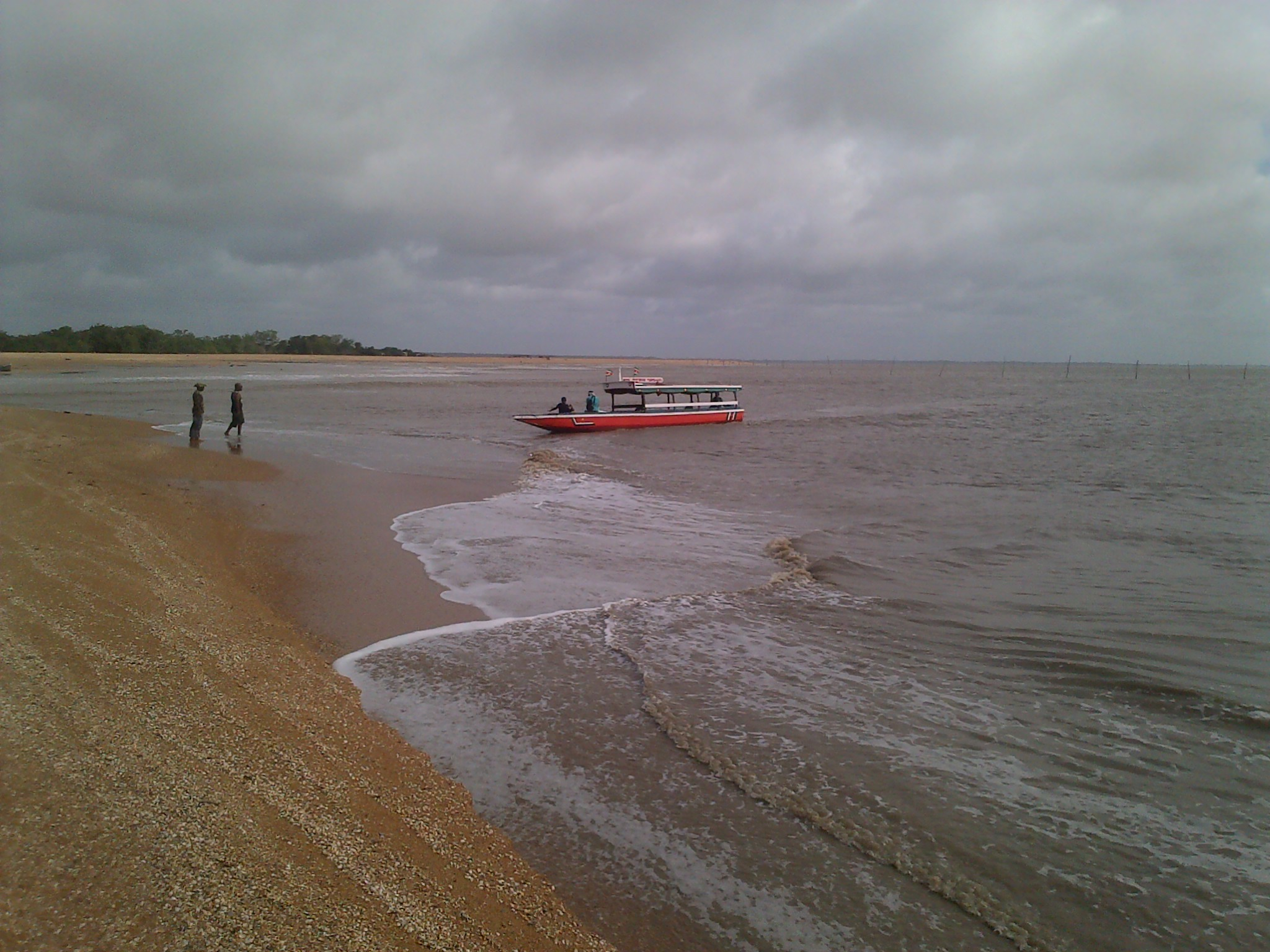
Braamspunt aan de oceaan